# Krzyż Walecznych
Krzyż Walecznych (KW) – polskie odznaczenie wojskowe ustanowione w 1920 roku.

## Historia

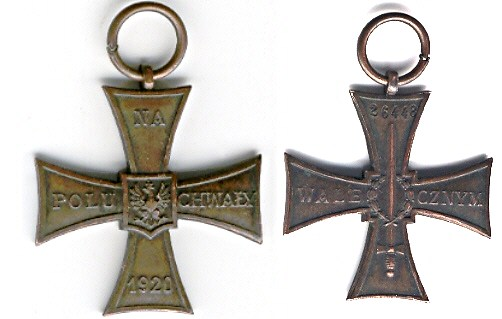
Krzyż Walecznych z 1920

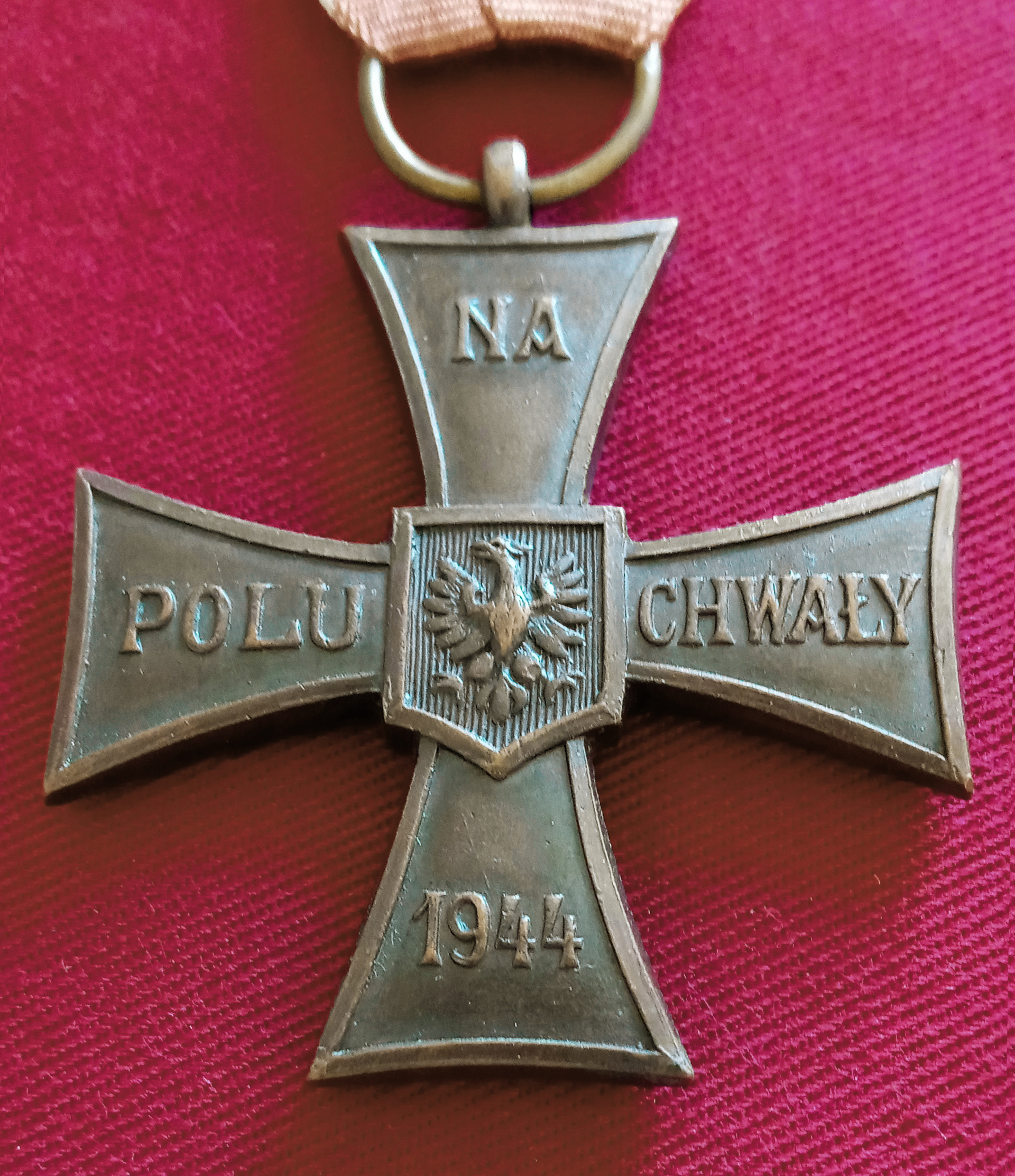
Krzyż Walecznych 1944 awers

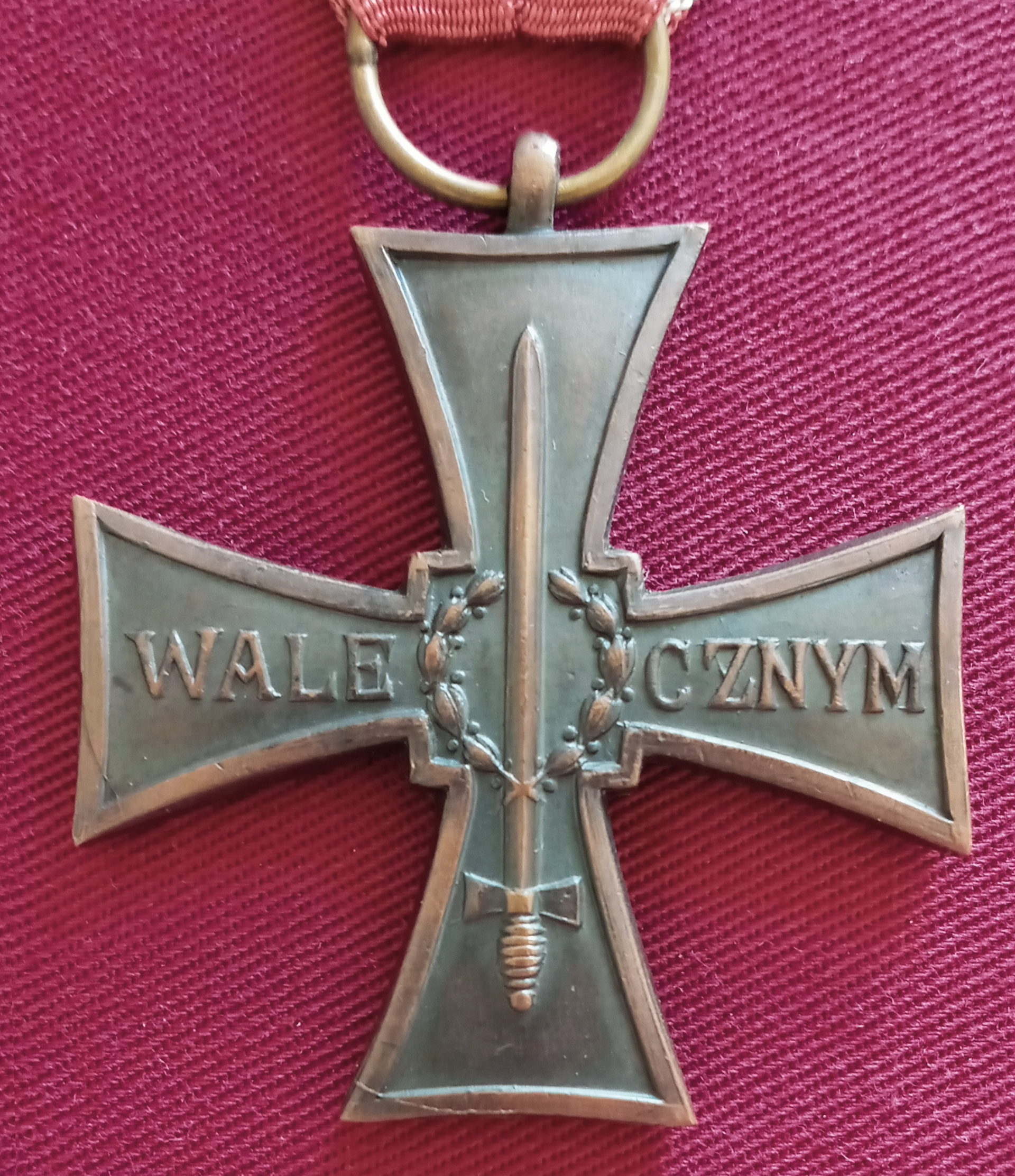
Krzyż Walecznych 1944 rewers

### Okres 1920–1939
Krzyż Walecznych został ustanowiony rozporządzeniem Rady Obrony Państwa z dnia 11 sierpnia 1920 roku ...celem nagrodzenia czynów męstwa i odwagi, wykazanych w boju... przez oficerów, podoficerów i szeregowców. W wyjątkowych przypadkach mógł być nadany osobom cywilnym współdziałającym z armią czynną. Początkowo miał być nadawany za czyny dokonane po wskrzeszeniu niepodległego państwa, tj. po 11 listopada 1918 roku, lecz później nagradzano także za czyny wcześniejsze. Wyłączne prawo do nadawania krzyża przyznano Naczelnemu Wodzowi, ale ten rozkazem z 20 września 1920 roku nakazał jedynie konieczność zatwierdzania nadań. Dowódcy armii mogli warunkowo przyznawać krzyż oficerom, a podoficerom i szeregowym dowódcy dywizji. Ostatecznie odznaczano nim za czyny bojowe dokonane w okresie wojny 1918–1920, za walki w Legionach Polskich, w korpusach i formacjach tworzonych w Rosji i Francji oraz za walki w powstaniach wielkopolskim, śląskich i za działalność w Polskiej Organizacji Wojskowej (POW) na obszarach okupowanych. Wyjątkowo wyróżniono tym odznaczeniem także wszystkich żyjących w chwili nadania weteranów powstania styczniowego. Wielu uznaje za datę rozpoczęcia nadań Krzyża dzień 8 października 1920 roku. Podczas wojny polsko-sowieckiej zgodnie z rozkazem z 20 września 1920 roku Krzyż Walecznych mieli prawo nadawać warunkowo dowódcy poszczególnych armii i dywizji. Prawo zatwierdzania warunkowych nadań krzyża przekazał Józef Piłsudski w styczniu 1921 roku ministrowi spraw wojskowych. Pod koniec roku zlikwidowano nadania warunkowe, aby zachować konieczny obiektywizm oraz uporządkować system nadań i od tej pory wnioski na krzyż nadsyłano do Referatu Orderów i Odznaczeń Gabinetu Ministra.
Krzyż Walecznych był jedynym polskim odznaczeniem wojskowym nadawanym w latach 1921–1923 cudzoziemcom. Uhonorowanych nim było wielu Francuzów, m.in. prezydent Raymond Poincaré, premier Georges Clemenceau oraz marszałkowie Ferdynand Foch i Philippe Pétain. W Belgii czterokrotnie nagrodzono królową Elżbietę, a trzykrotnie księcia Leopolda. Krzyż Walecznych otrzymali również Włosi, Amerykanie, Brytyjczycy, Serbowie, Chorwaci, Słoweńcy, Łotysze i Estończycy.
Nadawanie Krzyży Walecznych zakończono w dniu 29 maja 1923 roku (z jednym wyjątkiem z okazji 70. rocznicy powstania styczniowego, dla jego żyjących jeszcze a nieodznaczonych weteranów) i w tym okresie nadano ok. 60 tys. Krzyży Walecznych. Wśród odznaczonych było m.in. ok. 100 weteranów powstania styczniowego, 300 weteranów powstań śląskich, 400 uczestników powstania wielkopolskiego, 1230 cudzoziemców, miasto Płock oraz mogiła ochotników z Ameryki. Najmłodszym odznaczonym był 11-letni uczeń II klasy gimnazjum w Płocku Tadeusz Jeziorowski.
Krzyż Walecznych miał jeden stopień i mógł być nadany tej samej osobie czterokrotnie. Osoba odznaczona miała szereg przywilejów m.in.:
- prawo do niezwłocznego awansu (dla wojskowych) o jeden stopień w miarę posiadanych kwalifikacji i w granicach etatów,
- pierwszeństwo do honorów ze strony wojskowych równych stopniem, nieposiadających Krzyża Walecznych lub innego wyższego odznaczenia,
- prawo wyborcze do Senatu RP,
- prawo pierwszeństwa przy obsadzie stanowisk w służbie państwowej i społecznej,
- prawo pierwszeństwa przy przyznawaniu stypendiów w rządowych zakładach wychowawczych dla siebie i dla kształcenia swoich dzieci.

W 1935 opublikowano listę odznaczonych Krzyżem Walecznych osób, które z powodu nieustalenia ich miejsca pobytu dotychczas nie otrzymały przysługujących im odznak i legitymacji.

### Okres 1939–1945 (Polskie Siły Zbrojne i Armia Krajowa)
Krzyż Walecznych Rozkazem Naczelnego Wodza z 1940 roku ogłoszonym w styczniu 1941 roku został uznany za odznaczenie nadawane za czyny męstwa dokonane w czasie wojny. W rozkazie podkreślono, że ... każdorazowe nadanie „Krzyża Walecznych” może mieć miejsce tylko za określony oddzielny czyn męstwa i odwagi wykazanej w boju. Rozkaz ten określał tryb nadawania odznaczenia, określał też, że wniosek może składać bezpośredni przełożony żołnierza, co najmniej jednak dowódca kompanii lub oddziału równorzędnego. Odznaczenie nadawał Naczelny Wódz. W dekrecie Prezydenta RP z dnia 20 września 1941 roku określono, że Krzyż Walecznych może być nadawany czterokrotnie, niezależnie od posiadanych Krzyży Walecznych otrzymanych za czyny wykazane w bojach w latach 1918–1921. W latach 1940–1945 w Polskich Siłach Zbrojnych nadano łącznie około 25 tys. Krzyży Walecznych. Pomimo iż nadania wielokrotne były oszczędniejsze niż za walkę w latach 1918–1921, istniały osoby, które otrzymały krzyż w sumie ośmiokrotnie (czterokrotnie za lata 1918–1921 i czterokrotnie za lata 1939–1945), m.in. Władysław Anders i Stefan Rowecki. Chociaż ustawa tego nie przewidywała, Elżbieta Zawacka otrzymała pięć Krzyży Walecznych za działalność w czasie II wojny światowej, w tym ostatnimi trzema została odznaczona przez gen. Władysława Sikorskiego, a Jan Mazurkiewicz, ps. Radosław oznaczenie to otrzymał jedenastokrotnie.

### Okres 1943–1989
W dniu 22 grudnia 1944 roku dekretem Polskiego Komitetu Wyzwolenia Narodowego przyjęto Krzyż Walecznych jako odznaczenie wojenne w Polsce Ludowej. Należy przy tym dodać, że już w dniu 11 listopada 1943 roku rozkazem nr 3 dowódca 1 Korpusu Polskich Sił Zbrojnych w ZSRR gen. Zygmunt Berling odznaczył 46 żołnierzy 1 Dywizji Piechoty im. Tadeusza Kościuszki za czyny męstwa dokonane w czasie bitwy pod Lenino w dniach 11–13 października 1943 roku. Krzyż Walecznych początkowo nadawany był przez dowódcę 1 Korpusu, później 1 Armii Polskiej w ZSRR, a po wyzwoleniu części ziem polskich przez Naczelnego Dowódcę WP. Od 1947 roku odznaczenie było nadawane przez Radę Państwa. Krzyż włączono do systemu odznaczeń Rzeczypospolitej Polskiej na mocy ustawy z 1992 roku.
Wg danych Biura Odznaczeń Państwowych Kancelarii Rady Państwa oraz Biura Odznaczeń Kancelarii Prezydenta RP nadano w kolejnych latach:
- 29 879 krzyży – 1943-1950,
- 1631 krzyży – 1951-1960,
- 4354 krzyże – 1961-1970,
- 2863 krzyże – 1971-1980,
- 52 krzyże – 1981-1987,
- 55 krzyży – 1988-2004;

łącznie 38 852 krzyże. Według innych danych całkowita liczba nadań KW w czasach Polski Ludowej wyniosła 40 tys..

### Okres po 1989 roku
Zgodnie z art. 14 Ustawy o orderach i odznaczeniach z dnia 16 października 1992 r. Krzyż walecznych jest odznaczeniem wojennym i stanowi nagrodę za czyny męstwa i odwagi wykazane w boju, dlatego też nie może być (podobnie jak Order Virtuti Militari i Krzyż Zasługi z Mieczami) nadany w czasie pokoju. Jego funkcję jako nagrody za czyny męstwa i odwagi dokonane w czasie działań bojowych przeciwko aktom terroryzmu w kraju lub podczas użycia Sił Zbrojnych Rzeczypospolitej Polskiej poza granicami państwa w czasie pokoju pełni ustanowiony w 2007 roku Krzyż Wojskowy.

## Opis odznaki

### Okres 1920–1939
Odznaką Krzyża Walecznych jest krzyż typu kawalerskiego wykonany z brązu o wymiarach 44 x 44 mm. Na ramionach awersu krzyża rozłożony jest napis NA – POLU – CHWAŁY – 1920; na środku krzyża umieszczona jest tarcza pięciokątna z wizerunkiem orła państwowego. Na rewersie krzyża w środku na tarczy jest wieniec z liści wawrzynowych, przez który przechodzi miecz obusieczny skierowany pionowo głownią do góry. Na ramionach napis WALE – CZNYM. Na górnym ramieniu wybijany był kolejny numer.
Istniała odmiana Krzyża z napisem na awersie NA – POLU – CHWAŁY, lecz bez daty. Krzyże takie zostały dostarczone w ilości ok. 1500 egzemplarzy na front jeszcze przed podpisaniem rozejmu z Rosją Sowiecką 12 października 1920. Większość krzyży tej odmiany nadano dopiero po wejściu w życie rozejmu.
Wstążka koloru amarantowego o szerokości 37 mm z dwoma białymi paskami o szerokości 7 mm po bokach, umieszczone w odległości 1 mm od brzegu. Każde kolejne nadanie uwidaczniały nałożone na wstążkę okucia w formie listewek z brązu o szerokości 6 mm, ozdobionych wytłoczonymi liśćmi dębowymi. Przy drugim nadaniu nakładano jedną listewkę, przy trzecim – dwie, a przy czwartym – trzy. Odznaczeni byli zobowiązani do noszenia zawsze pełnej odznaki Krzyża Walecznych (odznaczenie nie posiadało baretki).

### 1939
Po obronie Warszawy generał dywizji Juliusz Rómmel odznaczył 200 osób Krzyżem Walecznych (oraz wielu krzyżami Virtuti Militari). Niewiele przetrwało do dzisiaj, znane są głównie kopie. Krzyż wyglądał identycznie jak jego poprzednik z 1920 r., jednak zamiast daty 1920, widniała data 1939.

### Okres 1939–1945 (Polskie Siły Zbrojne)
Odznaka Krzyża Walecznych nadawana w Polskich Siłach Zbrojnych (w tym w Armii Krajowej) była identyczna jak odznaka z okresu przed 1939 rokiem. Z tym, że dekretem Prezydenta RP z dnia 20 września 1941 roku zmieniono barwy wstążki: zamiast amarantowej z białymi paskami wprowadzono wstążkę białą z amarantowymi paskami. Tego zabiegu dokonano w celu odznaczania żołnierzy odznaczonych wielokrotnie KW w latach przed wybuchem II wojny światowej, aby nie byli limitowani możliwością wyłącznie czterokrotnego odznaczenia.
Wprowadzono baretki (również dla Krzyży nadanych za wojnę 1919–21). Kolejne nadania odznaczenia markowano na baretce pionowymi metalowymi okuciami.

### Okres 1943–1989
Odznaką Krzyża Walecznych jest krzyż typu kawalerskiego, równoramienny, patynowany na brązowo, o wymiarach 44 × 44 mm. Ramiona krzyża są obramowane. Na awersie pośrodku ramion krzyża znajduje się pięcioboczna tarcza z wytłoczonym na niej orłem, na górnym pionowym i na poziomych ramionach jest napis NA – POLU – CHWAŁY, a na dolnym pionowym ramieniu data 1944. Zdarzają się Krzyże Walecznych z datą 1943 i orłem w koronie – są to krzyże wykonane w ZSRR i nadane żołnierzom za bitwę pod Lenino, tzw. „krzyże moskiewskie”. Na rewersie krzyża wytłoczony jest wieniec z liści wawrzynowych, na ramionach poziomych jest napis WALE – CZNYM, na pionowych miecz obusieczny skierowany głownią ku górze.
Wstążka odznaczenia była pąsowa o szerokości 40 mm z białymi paskami szerokości 8 mm po bokach.
Odznaczenia te od końca 1945 roku wykonywały rodzime firmy, głównie J. Knedlera w Warszawie i P. Grabskiego w Łodzi.
Nie stosowano okuć ponownego nadania na wstążkę i baretki. Ponownie odznaczany otrzymywał kolejny egzemplarz Krzyża i nosił dodatkową baretkę.

### Od 1992 roku
Przywrócono wygląd odznaki z roku 1920 (z ukoronowanym orłem wzoru 1919). Pozostawiono większe wymiary Krzyża (44 × 44 mm) oraz pąsową barwę wstążki o szerokości 40 mm z białymi paskami szerokości 8 mm po bokach.
Przywrócono okucia ponownego nadania na wstążce i baretce.
Stanowi on odznaczenie nadawane w czasie wojny. Jego odpowiednikiem w czasie pokoju jest Krzyż Wojskowy.

### Baretki
| Baretki Krzyża Walecznych                                         | Baretki Krzyża Walecznych                                                                   | Baretki Krzyża Walecznych                                                                   | Baretki Krzyża Walecznych                                                                   | Baretki Krzyża Walecznych                                                                   | Baretki Krzyża Walecznych |
| ----------------------------------------------------------------- | ------------------------------------------------------------------------------------------- | ------------------------------------------------------------------------------------------- | ------------------------------------------------------------------------------------------- | ------------------------------------------------------------------------------------------- | ------------------------- |
| (amarantowa – wzór 1920 zatw. podczas II WŚ) nad. po raz pierwszy | (amarantowa – wzór 1920 zatw. podczas II WŚ) nad. dwukrotnie                                | (amarantowa – wzór 1920 zatw. podczas II WŚ) nad. trzykrotnie                               | (amarantowa – wzór 1920 zatw. podczas II WŚ) nad. czterokrotnie                             |                                                                                             |                           |
| (biała – wzór 1941) nad. po raz pierwszy                          | (biała – wzór 1941) nad. dwukrotnie                                                         | (biała – wzór 1941) nad. trzykrotnie                                                        | (biała – wzór 1941) nad. czterokrotnie                                                      | (biała – wzór 1941 nieoficj.) nad. pięciokrotnie                                            |                           |
| pąsowa (wzory 1960, 1977)                                         | W Polsce Ludowej nie stosowano okuć ponownego nadania. Noszono kolejne egzemplarze baretek. | W Polsce Ludowej nie stosowano okuć ponownego nadania. Noszono kolejne egzemplarze baretek. | W Polsce Ludowej nie stosowano okuć ponownego nadania. Noszono kolejne egzemplarze baretek. | W Polsce Ludowej nie stosowano okuć ponownego nadania. Noszono kolejne egzemplarze baretek. |                           |
| (pąsowa – wzór 1992) nad. po raz pierwszy                         | (pąsowa – wzór 1992) nad. dwukrotnie                                                        | (pąsowa – wzór 1992) nad. trzykrotnie                                                       | (pąsowa – wzór 1992) nad. czterokrotnie                                                     |                                                                                             |                           |

## Odznaczeni
Prócz żołnierzy, zarówno polskich jak i cudzoziemców, odznaczenie przyznawano także oddziałom wojskowym oraz miejscowościom, których mieszkańcy wyróżnili się męstwem i bohaterstwem (np. Płock, wsie Malec, Radwanowice, Świniarsko, Bażanówka, Lubatowa, Żarnowa. W 1946 Krzyżem Walecznych wyróżniono Sztandar Straży Ogniowej m. st. Warszawy.